# Bengt Richter

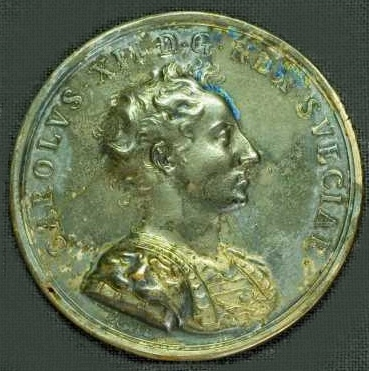
Medalj över slaget vid Düna, av Bengt Richter, diameter 60.7 millimeter.

Bengt Richter, född 1670 i Stockholm, död 1737 i Wien, var en svensk medaljgravör, bror till David Richter den yngre, Johan Richter och Christian Richter, kusin till David Richter den äldre.

## Biografi
Richter var elev under gravören Arvid Karlsteen. Han reste till Frankrike och uppges ha deltagit i graveringen av medaljerna till Ludvig XIV:s historia. Efter sin hemkomst till Sverige utförde han medaljer över slaget vid Düna (1701), freden i Altranstädt (1706), fälttåget 1709 med mera. Med anslag från statsverket reste han utomlands igen. Han bosatte sig i Wien, där han blev kejserlig gravör. Richter finns representerad vid bland annat Nationalmuseum i Stockholm.